# Proterozoikum

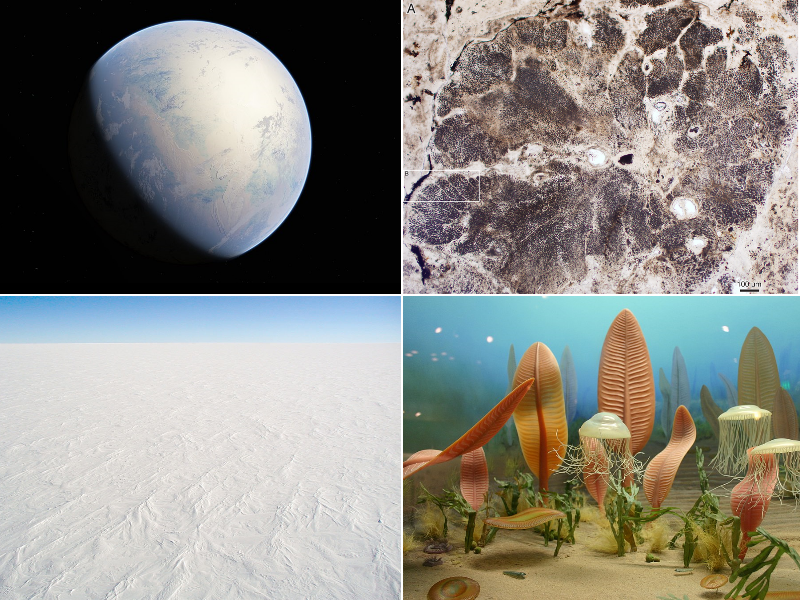
Koláž jevů a organismů z období proterozoika.

Proterozoikum (algonkium, starohory) označuje eon, který datujeme do období před 2,5 miliardami až 542 milióny let. V tomto období vznikly první mnohobuněčné organismy, řasy. Také se objevuje první známý superkontinent Rodinie. Pokračuje vrásnění (např. Grenvillské vrásnění) a vznikají štíty, středy dnešních kontinentů, a nezvrásněné okraje – tabule. S koncem tohoto eonu došlo k ochlazení Země.
Proterozoikum se dělí na paleoproterozoikum (starší starohory před 2,5 až 1,6 miliardy let), mezoproterozoikum (střední starohory před 1,6 až 1 miliardou let) a neoproterozoikum (mladší starohory před 1 miliardou až 542 milióny let).
Proterozoiku předcházelo archaikum (prahory, někdy označovány jako azoikum). Po proterozoiku následoval eon fanerozoikum, éra paleozoikum (prvohory) a perioda kambrium.

## Vývoj života
V proterozoiku jsou důkazy o existenci života stále vzácné. S určitostí je možné tvrdit, že v tomto období existovaly bakterie a sinice a předpokládá se vznik organismů s buněčným jádrem, zejména řas a hub. Dvě velké ledové periody přinesly útlum ve vývoji a začátkem kambria začíná populační exploze. Ze starohor je známý i první organismus se sexuálním mechanismem rozmnožování (tj. rozdílné orgány samčích a samičích rostlin) – červená řasa Bangiomorpha pubescens.

### Nové bakterie v mořích
Ve všech okrajových mořích prakontinentu, do kterého se sjednotily kratóny, se objevily jednobuněčné bakterie (Schizomycetes), které se začaly rychle rozmnožovat. Uskutečňovaly fotosyntézu a odebraly tak z mořské vody oxid uhličitý, přičemž vylučovaly uhličitany. Nové bakterie se tak zúčastňovaly vzniku organogenních sedimentů (vznikly za účasti organismů). Kyslík, který se při fotosyntéze uskutečňované bakteriemi uvolňoval jako vedlejší produkt, se však nedostal do atmosféry. V redukčním prostředí pramoří se opět vázal s jinými prvky. Kmeny raných bakterií se svou stavbou velmi podobaly sinicím (Cyanophyta), které již existovaly více než 1 miliardu let (už před 3,6 miliardami let). Společným znakem obou skupin bylo, že jejich buňky ještě neměly oddělené buněčné jádro. Organismy, které nemají buněčné jádro oddělené membránou se nazývají prokaryotické, na rozdíl od eukaryotických, jejichž jádro je od cytoplazmy oddělené membránou. Prokaryotická buňka má velmi jednoduchou stavbu a je o mnoho menší, její průměr je jen okolo 1 μm. Povrch buňky je ohraničen jednoduchou membránou a buněčnou stěnou. Uvnitř buňky se nachází cirkulární molekula DNA (deoxyribonukleová kyselina), která obsahuje veškerou genetickou informaci buňky (genom). Vnější membrána bývá často přehnutá a vytváří vnitřní hadicovité útvary nebo vnitřní membránové systémy. Přehnutí vnější membrány jsou pravděpodobně místem, kde se koncentrovaly mnohé enzymy. Ve vnitřních membránových systémech jsou látky potřebné pro fotosyntézu. Na vnější straně mají prokaryotické bakterie bičíky, tenké rourkovité útvary, které jsou složené ze stejných bílkovin, jako buněčná membrána. Bičíky umožňují organismu pohyb a současně víří vodu s částečkami.
| Stratigrafické schéma proterozoika | Stratigrafické schéma proterozoika | Stratigrafické schéma proterozoika | Stratigrafické schéma proterozoika | Stratigrafické schéma proterozoika |
| eon                                | éra                                | perioda                            | počátek (miliony let)              | délka (miliony let)                |
| ---------------------------------- | ---------------------------------- | ---------------------------------- | ---------------------------------- | ---------------------------------- |
| proterozoikum starohory            | neoproterozoikum                   | ediakara                           | 635                                | 96,2                               |
| proterozoikum starohory            | neoproterozoikum                   | kryogén                            | 720                                | 85                                 |
| proterozoikum starohory            | neoproterozoikum                   | tonium                             | 1000                               | 280                                |
| proterozoikum starohory            | mesoproterozoikum                  | stenium                            | 1200                               | 200                                |
| proterozoikum starohory            | mesoproterozoikum                  | ektasium                           | 1400                               | 200                                |
| proterozoikum starohory            | mesoproterozoikum                  | kalummium                          | 1600                               | 200                                |
| proterozoikum starohory            | paleoproterozoikum                 | staterium                          | 1800                               | 200                                |
| proterozoikum starohory            | paleoproterozoikum                 | oroseirum                          | 2050                               | 250                                |
| proterozoikum starohory            | paleoproterozoikum                 | rhyakum                            | 2300                               | 250                                |
| proterozoikum starohory            | paleoproterozoikum                 | siderium                           | 2500                               | 200                                |